# 许粤华
许粤华（1912年—2011年）女，笔名雨田，浙江海盐人，中华民国翻译家、作家。

## 生平
早年其胞兄许天虹与黄源是同学，黄源常到许天虹家，因而结识了许粤华。1926年，许粤华自嘉兴秀州女中毕业，在海盐城隍庙女子高等小学任教时与黄源恋爱，经许粤华父母同意，于1929年结婚。1935年夏，许粤华到日本留学。1936年3月21日，鲁迅曾写信托许粤华代购书刊。1936年8月27日，许粤华自日本回国。
1936年10月19日凌晨，鲁迅在上海寓所病逝。当天清晨，内山书店伙计送来鲁迅逝世的消息后，黄源偕妻许粤华乘坐前来报丧的汽车，顺路带上萧军，抵达大陆新邨鲁迅家二楼瞻仰鲁迅遗容。此时宋庆龄、冯雪峰、周建人、许广平正在三楼商量治丧委员会名单。当日下午，鲁迅遗体移至万国殡仪馆。此后三整夜均由胡风、黄源、许粤华、萧军在万国殡仪馆守灵。黄源、许粤华、萧军等人均是“鲁迅先生治丧办事处”三十多位成员之一。
在为鲁迅治丧期间，萧军与许粤华发生了婚外恋，并导致许粤华怀孕引产。萧军的女友萧红得知后，于1937年1月9日提前从日本回国。
1937年，许粤华在上海文化生活出版社参加《少年读物》半月刊的编辑校对工作。1938年6月初，随黎烈文赴福建永安，参加改进出版社的工作，曾任《现代儿童》月刊的主编。1941年4月中旬，黄源正在上海等待中共党组织安排去苏北时，收到了正在福建的妻子许粤华的来信，许粤华在信中向黄源提出分手。黄源复信同意。此后，许粤华与黎烈文结婚。
1946年春，应台湾省行政长官陈仪的邀请，黎烈文偕妻子许粤华自福建赴台湾，从事战后文化重建工作，黎烈文曾任台湾省编译馆编纂，《台湾新生报》副社长，台湾省训练团高级班国文讲师等职，1947年起长期担任国立台湾大学文学院外文系教授。许粤华则在台湾继续开展翻译及文学创作，并在1950年代初信仰基督教。1972年黎烈文在台湾病逝后，许粤华随二子一女迁居美国。1989年5月底，许粤华携女儿黎慰之回中国大陆访问亲友。

## 著作
译著
- 《书的故事》（上海：新生命书局，1931年12月）
- 《十诫》（上海：文化生活出版社，1940年3月）
- 短篇小说集《罪》（福建永安：改进出版社，1941年11月）
- 秋田雨雀《高尔基之死》、M·高尔基《海燕》（《译文》新一卷第一期，1936年6月）
- 鹿地亘《鲁迅的回忆》、内山完造《鲁迅先生》（《译文》新二卷第一期，1936年9月）
- 昇曙梦《普式庚与拜伦主义》、中条百合子《玛克沁·高尔基的一生》（《译文》新二卷第二期）
- 在福建永安翻译出版盖达尔《白季迦的秘密》、谢德林寓言《诚实的野兔》等多种
- 在台湾翻译日文版《台湾乡镇之研究》、《十七世纪荷兰人在台湾的探金事业》等文章[1]

散文
- 《母亲》
- 《雨》
- 《期待着你回来》（追念陆蠡的散文）
- 在台湾《公论报》副刊《日月潭》等刊物上发表过不少散文[1]

## 家庭
- 兄：许天虹，英美文学翻译家。
- 第一任丈夫：黄源。育有二子。
  - 长子：黄伊凡
  - 次子：黄伊林
- 第二任丈夫：黎烈文。1972年10月31日在台湾病逝。育有一女。
  - 女儿：黎慰之[1]、黎忍之